# Лютка-дріада
Лютка-дріада (Lestes dryas) — вид бабок родини люток (Lestidae).

## Поширення
Вид поширений в Європі, Північній Африці, Північній Азії та Північній Америці. В Україні поширений на всій території.

## Опис
Тіло завдовжки до 40 мм, розмах крил до 33 мм. Голова в задній частині чорна. Птеростигма одноколірна, бура. Бабки з тонким подовженим тілом, металево блискучі. У спокої тримають крила відкритими. Маска у личинок ложкоподібна.

## Спосіб життя
Імаго літають з червня по вересень. Личинки і дорослі бабки хижаки. Пов'язані з дрібними стоячими або пересихаючими водоймами.